# Munina flavida
Munina flavida là một loài bọ cánh cứng trong họ Chrysomelidae. Loài này được Yang & Yao in Yang, Li & Yao miêu tả khoa học năm 1997.